# Kakan Hermansson
Karin Signhild "Kakan" Hermansson, född 7 augusti 1981 i Lund, är en svensk programledare, komiker, DJ, författare och konstnär, bosatt i Stockholm. Hon är även verksam som samhällsdebattör, oftast omkring kön, klass och sexualitet. 2016 kom hennes självbiografiska bok Hela Kakan, och samma år lanserades hennes podd Under huden.

## Biografi
Kakan Hermanssons far Jan är universitetslektor i religionspsykologi, medan modern Kerstin var undersköterska. Hon har även en syster och de växte upp i en miljö där det ofta pratades politik, och Kakan Hermansson blev tidigt feminist.

### Radio och TV
Kakan Hermansson framträdde först i humorprogrammet Locash, som hade premiär på ZTV 2008. Där spelade hon under tre säsonger en hiphopslacker-version av sig själv.
Tillsammans med Julia Frej började Hermansson under namnet "Kakan och Julia" hösten 2010 göra musikvideor för SVT Humor. Deras videor ledde till att de fick egna pratshowen Kaka på kaka, där Hermansson var programledare och Frej bisittare. Programmet har sänts i två säsonger.
Hermansson har därefter varit bisittare till Pär Lernström i radioprogrammet PP3, på Sveriges Radio P3. 2013 arbetade de återigen tillsammans, när Hermansson var resande reporter i TV-programmet Veckans svensk och där Lernström var programledare. Dessutom var hon Lernströms bisittare i Idol 2013.
Den 15 augusti 2014 var hon värd för Sommar i P1 i Sveriges Radio. 2015 tävlade hon i TV-programmet På spåret tillsammans med sin far. Duon förlorade bägge sina matcher, där motståndet i gruppen bestod av säsongens finallag. Året efter tävlade de igen med samma resultat.
Hermansson har tillsammans med Olof Wretling spelat med i SVT-serierna Historieätarna, Tusen år till julafton och Bye bye Sverige. 2017 var hon en av jurymedlemmarna i underhållningsprogrammet Talang i TV4.

### Konst och debatt
Som konstnär anger Kakan Hermansson att hon arbetar med frågor kring kön, klass och sexualitet. Hon tog 2012 en examen från Konstfack, från institutionen för keramik och glas. Hon arbetar främst med keramik och har ställt ut på bland annat NAU gallery och Gustavsbergs konsthall. Hon är medlem av den feministiska konstnärsgruppen "Den nya kvinnogruppen", som bildades som en motreaktion mot den manliga konstscenen.
Sedan 2015 verkar hon som adjunkt vid Konstfack, där hon undervisar nya studenter.
Hon har själv kallat sig för "anarkist men mest av allt radikalfeminist". Hon har kritiserat den autonoma vänstern, eftersom manschauvinism gör att "kvinnor inte får en självklar plats inom Antifa" och för att hon, som arbetarklasskvinna, där upplevde förakt mot arbetarkvinnor inom rörelsen "från våra medelklass-'kamrater'".
Hermansson är alltjämt engagerad i feministiska frågor. 2016 kom hennes Hela Kakan, en självbiografiskt präglad debattbok där hon definierar sig som lesbisk radikalfeminist. Samma år lanserade hon sin podd Under huden, som anno 2021 fortfarande produceras. I podden tar hon upp ämnen som hudvård, rättigheter för transpersoner, ätstörningar, prostitution och rasism.

### Kontroverser
Hermansson har uppmärksammats för att ha uttryckt kontroversiella politiska åsikter på Twitter. "– Det var ett jävla tjat om Malexander. Palla när snuten tycker synd om sig själv" angående Malexandermorden. Sveriges Radio tog då avstånd från uttalandena. Hon medverkade via reklamfirman Åkestam Holst i en reklamkampanj för bilmodellen Audi Q2, där hon formgav en version. Då Audi mottog protester mot samarbetet med hänvisning till Hermanssons kontroversiella och nedlåtande uttalanden i sociala medier om män och poliser, valde företaget att avbryta samarbetet och drog tillbaka reklamfilmen med en ursäkt. Hermansson bad polisen om förlåtelse i en längre text på sin blogg, vilken även publicerades i Expressen. I samband med Hamas attack på Israel och den efterföljande israeliska invasionen av Gazaremsan, kritiserades Hermansson för en serie instagraminlägg.

### Övriga aktiviteter
Kakan Hermansson är återkommande skribent i tidningen Elle.

### Privatliv
År 2010 diagnosticerades hon med ADHD. Hon blev 2017 mor till en son.